# Buenos Aires 100 kilómetros
Buenos Aires 100 kilómetros és una pel·lícula argentina, francesa i espanyola del 2004, escrita, dirigida i produïda per Pablo José Meza. A la pel·lícula hi apareixen Juan Ignacio Perez Roca, Emiliano Fernández, Alan Ardel, Hernan Wainstein, Juan Pablo Bazzini, entre d'altres. La pel·lícula, finançada en part per l'INCAA, explica una història de la majoria d'edat en un poble a 100 quilòmetres de Buenos Aires.

## Trama
Un grup de cinc amics d'uns tretze anys comencen a entendre que la vida no és simplement anar en bicicleta, jugar a futbol o, si poden, gaudir de l'estiu. Guido (Alan Ardel) treballa sota les ordres del seu pare i de vegades és recompensat amb una pallissa. Damián (Juan Pablo Bazzini) és un nen adoptat i, com a tal, pateix una crisi d'identitat que acostuma a marcar l'adolescència. Matías (Hernan Wainstein) és deixat fora de casa cada nit pels seus pares odiosos. Alejo (Emiliano Fernández) descobreix que la seva mare té un amant i que les dones tenen desitjos i els homes tenen els seus fracassos. Esteban (Juan Ignacio Pérez Roca) és el porter de l'equip de futbol i, com a tal, té el paper central entre els seus amics. Esteban treu la seva generositat de la seva família. Amb les seves hormones activa a causa d'arribar a la pubertat, els nois tenen curiositat per les dones i comencen a tenir desitjos sexuals, però encara han de tractar amb els seus pares i famílies.
Comencen a passar temps fora d'una perruqueria de dones. Els cinc nois anhelen créixer més ràpid i somien amb un lloc fora de la seva petita ciutat.

## Repartiment
- Juan Ignacio Perez Roca - Esteban
- Emiliano Fernández - Alejo
- Alan Ardel - Guido
- Hernan Wainstein - Matias
- Juan Pablo Bazzini - Damian
- Sandra Ballesteros - Raquel
- Rolly Serrano - Oscar
- Daniel Valenzuela - Horacio
- Adriana Aizemberg - Doña Anita

## Distribució
La pel·lícula es va presentar per primera vegada al Festival Internacional de Cinema de Marràqueix al Marroc el 8 de desembre de 2004. Es va estrenar a l'Argentina el 10 de febrer de 2005.
La pel·lícula es va projectar a diversos festivals de cinema, com ara: el Festival de Cinema Llatinoamericà de Tolosa de Llenguadoc, França; el Festival Internacional de Cinema de Cartagena de Indias, el Festival de Cinema de Gramado, el Festival de Cinema Iberoamericà de Huelva, el Festival Internacional del Nou Cinema Llatinoamericà de l'Havanai altres.

## Recepció crítica
Deborah Young, crítica de cinema de la revista Variety i reportatge del Festival Internacional de Cinema de Sant Sebastià, va donar a la pel·lícula una crítica mixta i va escriure: "Hi ha una sensació d'autobiografia. en el primer llargmetratge de Pablo José Meza, Buenos Aires 100 km....Sense el toc sardònic de contes semblants com l'uruguaià 25 Watts, a la foto també li falta l'encant d'un conte màgic sobre el que hi ha a la pantalla és molt més franc que la majoria de la televisió, però no està prou estructurat per guanyar molta actuació fora dels festivals... A part d'algunes escenes i moments ben observats, hi ha moltes idees engrescades i un petit cinema atractiu."
Sneersnipe Film Review, en una columna informada del Festival de Cinema de Gramado a Espanya va escriure: "Sense pretensió i refrescant, la pel·lícula de Pablo José Meza, Buenos Aires 100 KM, explica la història normal de un grup de 5 adolescents argentins mentre s'acosten i aprenen el món dels adults i les seves brutals vanitats per primera vegada."

## Premis
Va guanyar el premi a la millor opera prima i el premi especial del jurat al Festival de Cinema Iberoamericà de Huelva, premi a la millor pel·lícula i al millor guió a l'XI Mostra de Cinema Llatinoamericà de Lleida